# Yuval Delshad
Yuval Delshad est un réalisateur israélien d'origine iranienne.

## Biographie
Yuval Delshad obtient une certaine notoriété en 2015 grâce à Baba Joon, le premier film israélien de langue persane. Le film a été projeté dans la section Contemporary World Cinema au Festival international du film de Toronto 2015. Le film remporte le prix du meilleur film aux Ophirs du cinéma 2015.
Baba Joon est retenu par Israël pour concourir aux Oscars 2016 dans la catégorie meilleur film en langue étrangère.

## Filmographie partielle

### Comme réalisateur
- 2013 : Regards from the War
- 2015 : Baba Joon (aussi scénariste)

### Comme monteur
- 2001 : Judith: A Story of a Convert
- 2002 : Shalom Al 4: On the Road for Peace (feuilleton TV)